# Campanotto Editore
Campanotto Editore è una casa editrice italiana.

## Storia
Nasce nel 1976 e dal 1977 si sviluppa intorno alla rivista di poesia Zeta. Responsabili sono Carlo Marcello Conti e sua moglie Franca Campanotto. L'azienda ha sede a Pasian di Prato, in provincia di Udine. Dopo la morte della signora Campanotto, nel 2010, collaborano alla conduzione dell'azienda i figli, tra cui Inga Conti.
Ha all'attivo poco più di 2100 pubblicazioni di poesia e narrativa contemporanee, saggistica, volumi riguardanti l'arte, la musica, la fotografia, i problemi del restauro, della traduzione, letteratura per ragazzi e per l'infanzia. Si caratterizza nel panorama italiano per l'impegno "militante" nel promuovere la poesia sperimentale.
Nel corso pluridecennale delle attività, numerosi significativi esponenti della letteratura, dell'arte e della critica, italiane e internazionali, specialmente legati all'avanguardia, alla neoavanguardia, alla multimedialità, hanno collaborato con la casa editrice, contribuendo a mantenere vivo, con la loro presenza nelle collane, il progetto editoriale condotto con molti sforzi dai fondatori, tra questi: Lamberto Pignotti, Eugenio Miccini, Antonino Bove, Mario Lunetta, Luca Maria Patella, Marcello Venturoli, Alberto Cappi, Sandro Sproccati, Paul Celan, Luigi Fontanella, Gillo Dorfles, Enzo Minarelli, Vince Fasciani, Giulia Niccolai, Vito Riviello, Caterina Davinio, Carlo Villa, Tito Maniacco, Giuliano Gramigna, Tomaso Kemeny, Ermanno Krumm, Paolo Albani, Maria Pia Quintavalla, Idolina Landolfi, Anna Santoliquido, Alessandro Damiani, Giuliano Compagno, Giuseppe O. Longo, Cesare Ruffato, Anna Maria Carpi, Daniel Skatar, Slavoj Žižek, Gian Mario Villalta, Hugo Ball, Mario Benedetti, Francesco Belluomini, Pierluigi Cappello, e molti altri.
L'attività si sviluppa inizialmente attorno alla rivista di poesia Zeta, poi negli anni le riviste aumentano: Tèchne (letteratura), Diverse lingue (letteratura dialettale), Interpretare (tecnica di traduzione), Quaderni della luna (poesie, riproduzioni artistiche, scritti vari e traduzioni), Aghios (studi sveviani), Territori e criteri d'arte.

## Collezione di Poesia
Collezione di Poesia è una collana di Campanotto Editore, fondata nel 1987.

### Titoli della Collana
1987-1989
- Ermanno Krumm, LE CHAIER DE MONIQUE CHARMAY, introduzione di Luciano Anceschi, 1987
- Tomaso Kemeny, RECITATIVI IN ROSSO PORPORA, 1989
- Giuliano Gramigna, CORO, 1989
- Sebastiana Comand, LA SEMBRADORA, introduzione di Lucio Klobas, 1989 (Premio Camaiore Proposta 1990)

1990-1999
- Maria Pia Quintavalla, LETTERE GIOVANI, introduzione di Maurizio Cucchi, 1990
- Lamberto Pignotti, ZONE MARGINALI, introduzione di Stefania Stefanelli, 1991
- Gilberto Finzi, MORIRE DI PACE, introduzione di Giuliano Gramigna, 1992
- Adolfo Frigessi di Rattalma, LABBRA, introduzione di Cesare Segre, 1992
- Mario Lunetta, ANTARTIDE, 1993
- Mario Rondi, IL TRUCCO, introduzione di Lucio Klobas, 1993
- Leonardo Mancino, L'ULTIMA ROSA DELL'INVERNO, 1993
- Arnaldo Ederle, PARADISO, introduzione di Fernando Bandini, 1994
- Giulia Niccolai, FRISBEES (POESIE DA LANCIARE), 1994
- Filippo Ravizza, VESTI DEL POMERIGGIO, postfazione di Enzo Di Mauro, 1995
- Sebastiana Comand, ERA NELL'ARIA E C'ERA
- Carlo Marcello Conti, BOCIA PASSATORE, introduzione di Ghan Singh, 1998
- Tito Maniacco, COLLAGES, 1998
- Arrigo Colombo, LE VARIAZIONI, 1998
- Giusi Quarenghi, HO INCONTRATO L'INVERNO, prefazione di Ernestina Pellegrini, 1999
- Mario Rondi, IL MONDO ALLA ROVESCIA, prefazione di Tomaso Kemeny, 1999

2000-2009
- Carlo Villa, PELLE D'ANIMA, 2000
- Ermes Dorigo, LO SGUARDO ANACRONICO, 2000
- Luciano Morandini, LUNARIO DELL'INSONNIA, postfazione di Angela Felice, 2000
- Lamberto Pignotti, IN ALTRO MODO, prefazione di Aldo Mastropasqua, 2001
- Filippo Ravizza, BAMBINI DELLE ONDE, testi critici di Enzo Di Mauro, Franco Manzoni, Giampiero Neri, 2002
- Mauro Germani, LUCE DEL VOLTO, prefazione di Filippo Ravizza, postfazione di Mario Marchisio, 2002
- Lucio Klobas, L'ARIA CHE TIRA, 2002
- Luca Maria Patella, IO SON DOLCE SIRENA, 2003
- Paolo Guzzi, IL MONDO ALLA ROVESCIA, prefazione di Aldo Mastropasqua, 2003
- Carlo Marcello Conti, L'ETÀ DELLA POLITICA, 2004
- Elio Grasso, TRE CAPITOLI DI FEDELTÀ, 2004
- Carlo Marcello Conti, CINESI, 2004
- Luciano Morandini, CAMMINANDO CAMMINANDO, prefazione di Elvio Guagnini, 2004
- Arrigo Colombo, LE CANZONI, 2006
- Dionisio Gavagnin, COLORI DELLA POESIA, prefazione di Luca Maria Patella, 2006
- Anna Maria Giancarli, SCONFINA/MENTI, prefazione di Mario Lunetta, 2006
- Alberto Tomiolo, STRADE DEL LATTE VERSATO, prefazione di Carlo Marcello Conti, 2006
- Mario Lunetta, MAPPAMONDO & ALTRI LUOGHI INFREQUENTABILI, prefazione di Giorgio Patrizi, 2006
- Vito Riviello, LIVELLI DI COINCIDENZA, postfazione di Gabriele Perretta, 2006
- Elmerindo Fiore, ALCHIMIA DELLE DATE DIMORE, prefazione di Donato Di Stasi, postfazione di Sergio Zuccaro, 2007
- Lucio Klobas, RELAZIONI SOCIALI, 2007
- Nicoletta Fassi, TORNEO VINCENTE, introduzione di Lucio Klobas, 2007
- Sergio Zuccaro, DATE, prefazione di Lamberto Pignotti, postfazione di Elmerindo Fiore, 2007
- Daniele Gorret, COMPENDIO DI RETORICA, 2007
- Barbara Radice, DISPERSO PER MARE, 2008
- Pier Gaspare Siclari, LETTURE SOPRA UNA FABBRICA D'ALLUMINIO, 2008
- Anna Maria Mazzoni, MEDITERRANEO, 2008
- Giuseppe Bortoluzzi, FIORI E PICCHE, presentazione di Clelia Martignoni, 2008

2010-2019
- Marco Bruno, NADMIAR RZECZYWISTOSCI - ECCESSO DI REALTÀ, presentazione di Alda Merini, con un testo di Jorge de Sena, 2010
- Dionisio Gavagnin, ANTRI SON-ORI, prefazione di Lamberto Pignotti, 2010
- Luca Bertoletti, LO PSICOLOGO SCALZO , introduzione di Francesca Basile, 2010
- Caterina Davinio, FENOMENOLOGIE SERIALI / SERIAL PHENOMENOLOGIES, con una nota di David W. Seaman, postfazione di Francesco Muzzioli, 2010
- Giancarlo Sammito, IL VENTO IL VECCHIO IL NIENTE, 2010
- Pier Gaspare Siclari, IL SORRISO DI SERENI, 2011
- Giuseppe Bevilacqua, SOLO SOLETTUS SVERNO, 2011
- Carlo Marcello Conti, ITACA, 2012
- Giulia Niccolai, FRISBEES DELLA VECCHIAIA, 2012
- Luca Bertoletti, LUNERO (Prima edizione, Monte Università Parma, 2005), nota di Guido Conti, 2012
- Luca Bertoletti, SAGGIOMATTO, prefazione di Giuseppe Marchetti, 2012
- Gillo Dorfles, POESIE, introduzione di Luca Cesari, 2012
- Sergio Zuccaro, BAR MARIO, prefazione di Donato di Stasi, 2012
- Paolo Guzzi, DITTICO/DIPTYQUE, prefazione di Lamberto Pignotti, 2012
- Valentina Morassutti, AD UN INTERLOCUTORE MUTO, 2013
- Francesco G. Giusti, LE ETÀ DEI GIORNI, prefazione di Rita Degli Esposti, disegni di John Gian, 2013
- Violetta Traclò, LE RONDINI CON TE, prefazione di Piervincenzo Di Terlizzi, 2014
- Massimo Migliorati, CITTÀ, fotografie di Gianluca Braga, 2014
- Donato Ferdori, PIRUCCHE [POESIE 1992-2014], prefazione di Aldo Mastropasqua, 2015
- Pierangela Rossi, CARTE DEL TEMPO, postfazione di Alessandro Zaccuri, 2015
- Carlo Selan, PERIFERIE, prefazione di Andrea Zuccolo, 2016
- Luca Brasi in Bertoletti, AUTOSTOP. CLINICA DI VIAGGIO, prefazione di Elena Morgillo, 2016
- Marco Baiotto, LA DAMA DI ONIRION e altre poesie giovanili 1998 - 2000, 2016
- Francesco Mario Tumbiolo, ORBITA CIECA, 2016
- Francesca Cerno, ETERE, 2016
- Pierino Gallo, QUADERNO AZZURRO. Poesie 2012-2016, 2016
- Andrea Manzi, SE DIVENTI RICORDO TI PERDO, 2016
- Miria Baccolini Quaretti, ELENCHOS, 2016
- Alessandro Paglialunga, COLLEZIONI D'OSSA O DI UNA NOTTE SENZA LUNA, 2016
- Mariano Lamberti, GLI EROI DEI CENTO MONDI, 2017
- Davide Minotti, PÂTÉ DI VITTIMA, 2017
- Elisabetta Salvador - Sergio Sichenze, NEI CHIAROSCURI DEL TANGO, 2017
- Alberto Tomiolo, TRILOGIA DEL VIAGGIO, 2017
- Carlo Marcello Conti, ELIMINAZZ/ZZIONE. 1966/1976 (Prima edizione, Geiger, Torino, 1976), 2018
- Alberto Tomiolo, CLINAMEN, 2018
- Daniel Skatar, ZIRCONE, 2018
- Renato Quaglia, PRESAGI. POESIE DAL 1985 AL 1989, 2018
- Eugene Ostashevsky, VITA E OPINIONI DI DJ SPINOZA, traduzione di Pierfrancesco La Mura, 2019

2020-
- Leda Palma, DOVE SI INCONTRANO RISPOSTE, prefazione di Marcello Carlino, postfazione di Donato Di Stasi, 2020
- Donato Di Poce, LA BIBLIOTECA DEL VENTO, 2021
- Yannis Livadas, IL GRASSO DELLA MOSCA, traduzione di Stefano Serri, 2021